# Музей современного искусства Одессы
Музей современного искусства Одессы / МСИО (укр. Музей сучасного мистецтва Одеси) — одесский музей современного искусства, созданный в 2008 году бизнесменом и меценатом Вадимом Мороховским.

## История
Музей современного искусства Одессы создан 10 апреля 2008 года бизнесменом и меценатом Вадимом Мороховским на основе уникального собрания работ мастеров «второй волны одесского авангарда» известного коллекционера Михаила Кнобеля
В июне 2012 года МСИО переехал в помещение по адресу Французский бульвар, 8. Открытие музея в новом помещении было отмечено «Парадной выставкой» (в парадной Музея) «В предчувствии музея», на которой были представлены работы современных одесских авторов А. Венецкого, М. Гончар, Р. Громова, Д. Дульфана, М. Кульчицкого, О. Олейникова, А. Петрелли и др.

## Структура экспозиции
Экспозиция отражает этапы развития одесской художественной школы от классического модернизма к новейшим течениям визуального искусства:
- зарождение одесской школы живописи и её лидер Юрий Егоров;
- творчество первого советского абстракциониста Одессы, поэта и диссидента Олега Соколова;
- первая несанкционированная художественная акция в СССР — «Заборная выставка» Валентина Хруща и Станислава Сычева в 1967 году;
- квартирные выставки нонконформистов 70-х;
- творчество Одесской концептуальной группы 80-х;
- искусство «Новой волны» 80-90е;
- искусство XXI века.

В музее функционирует выставочный зал, в котором проводятся выставки и проекты современного искусства, конференции, лекции, семинары.

В 2019 году на базе музея была создана открытая библиотека и экспериментальный центр Muzeon, который расположился в подвальном помещении основного здания. Задача экспериментального центра — формирование благоприятной среды для молодых художников, критиков и исследователей современного искусства. 

Фонд и архив МСИО можно в цифровом архиве музея Art(co)archive, который был запущен в 2019 году. Цель онлайн-проекта предоставить открытый доступ к архивам и фондам музеев, галерей и частных коллекций, посвящённым современному искусству Украины.